# Gargara australiensis
Gargara australiensis är en insektsart som beskrevs av William D. Funkhouser 1936. Gargara australiensis ingår i släktet Gargara och familjen hornstritar. Inga underarter finns listade i Catalogue of Life.